# Rue du Petit-Bourgeois
La rue du Petit-Bourgeois est une voie de la commune française de Nancy, située dans le département de Meurthe-et-Moselle, en région Lorraine,.

## Situation et accès
La rue du Petit-Bourgeois est sise au sein de la Vieille-ville de Nancy, à proximité de la basilique Saint-Epvre et du cours Léopold. La voie, parallèle à la rue de Guise, appartient administrativement au quartier Ville-Vieille - Léopold.
Débutant à son extrémité orientale perpendiculairement à la Grande-Rue, la rue du Petit-Bourgeois effectue un double virage avant de prendre une direction générale est-ouest. Elle finit à l'intersection partagée avec la rue des Loups, sans croiser d'autre voie.

## Origine du nom
Le nom de la voie provient de la rue du Haut-Bourgeois voisine et de ses hôtels particuliers, la rue du Petit-Bourgeois servait à l'entrée du personnel de service.

## Historique
Originellement, la voie fut nommée Rue au Borde ou Rue du Bordel, du nom d'anciennes masures édifiées dans les environs, extra-muros des remparts de la ville-vieille, pour y assigner les malades contagieux. Au XVIIIe siècle, la rue est appelée Petite rue du Haut-Bourgeois, puis Petite rue Saint-Pierre et Rue de l’Humanité à la Révolution, avant de reprendre en 1817 le vocable Saint-Pierre, et définitivement son nom actuel en 1839.